# الأستاذة ملاك (مسلسل)
الأستاذة ملاك مسلسل كوميدي تونسي يتكون من ثلاثين حلقة، عُرض على قناة الوطنية 1 في شهر رمضان سنة 2011، وهو من تأليف علي اللواتي وإخراج فرج سلامة.

## القصة
يروي المسلسل حكاية الأستاذة ملاك، وهي محامية وناشطة حقوقية تتخذ مكتبها في جناح من المسكن العائلي،  فيتأثّر عملها مباشرة بما يجري في البيت،  فهي مطلقة وأم لأربعة أبناء، تقيم مع حماها وحماتها وتزورها والدتها من حين لآخر لمساعدتها في تصريف شؤون البيت.
يقع المكتب والبيت في حي شعبي يسكنه بضع عائلات، وبه مقهى ومطعم إضافة إلى منظمة تعمل لصالح النظام قبل اندلاع الثورة التونسية في 2011، مما يثير خوف السكان حيث يقع اعتقال الأستاذة ملاك. في الأخير، تعم المظاهرات جميع أنحاء تونس العاصمة ليسقط النظام وتعم الفرحة.

## الشخصيات
- جميلة الشيحي
- جلال الدين السعدي
- كوثر بلحاج
- جمال ساسي
- خديجة بن عرفة
- مراد كروت
- ليلى الشابي
- علي الخميري
- بية الزردي